# Boruca (territorio indígena)
El Territorio Indígena Boruca es uno de los dos territorios indígenas de la etnia boruca que existen en Costa Rica, siendo el otro el territorio indígena Curré, ambos delimitados en 1993. Se localiza en el cantón de Buenos Aires, provincia de Puntarenas
Tiene unas 12470 hectáreas. Se subdivide en los asentamientos de Bella Vista Mojón, Lagarto, Puerto Nuevo, Cajón, La Presa, Alto las Moras, Miravalles, Tres Ríos, San Joaquín, Shamba, Bajo Veraguas, Santa Teresita, Ojo de Agua, Maíz de Boruca, Mayal, Boquete, Bajo Dioses, Zapote, Vergel, Cañablancal y San Bosco y tiene unos 2500 habitantes, no todos indígenas.
La agricultura se fundamenta en el cultivo de maíz, frijol, arroz y tubérculos así como la cría de bovinos, porcinos, caballos y aves de corral, producen artesanías con tejido de algodón, canastos, arcos, lanzas o máscaras de madera de balsa. La mayor parte de la tierra se usa para cultivo cafetalero, granos y zonas protegidas, pero parte del territorio ha sido reducido por incumplimiento de la Ley Indígena, pasando a manos privadas ilegalmente. La comunidad enfrenta también problemas de desempleo y aislamiento.

## Demografía
Para el censo de 2011, este territorio tiene una población total de 3228 habitantes, de los cuales 1933 habitantes (59,88%) son autoidentificados cómo de etnia indígena.